# USS 키어사지 (LHD-3)
USS 키어사지 (USS Kearsarge, LHD-3)는 미국 해군의 와스프급 강습상륙함이다. 키어사지라는 이름의 5번째 군함이다.

## 역사

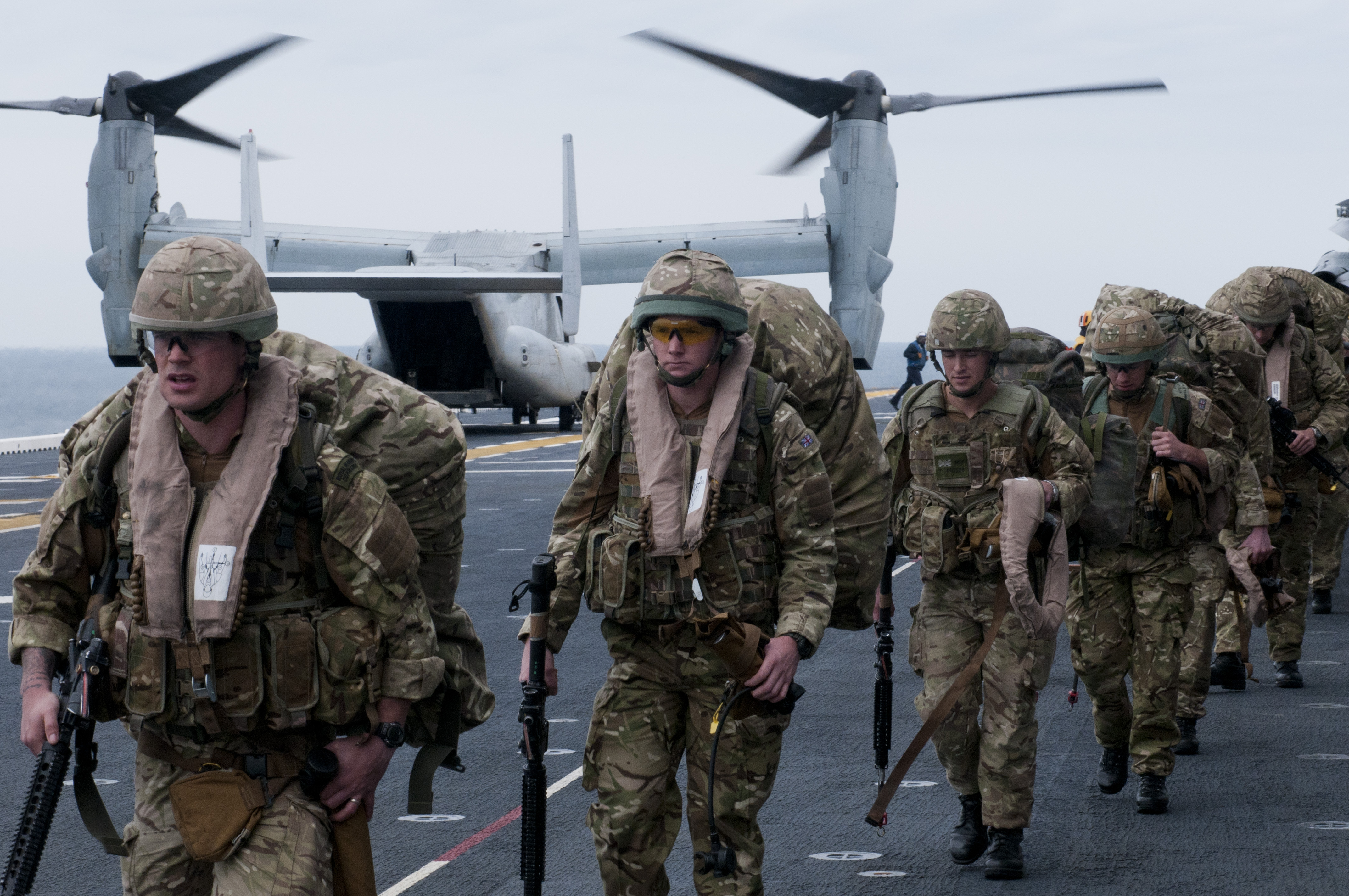
2012년 키어사지함의 영국 해병대

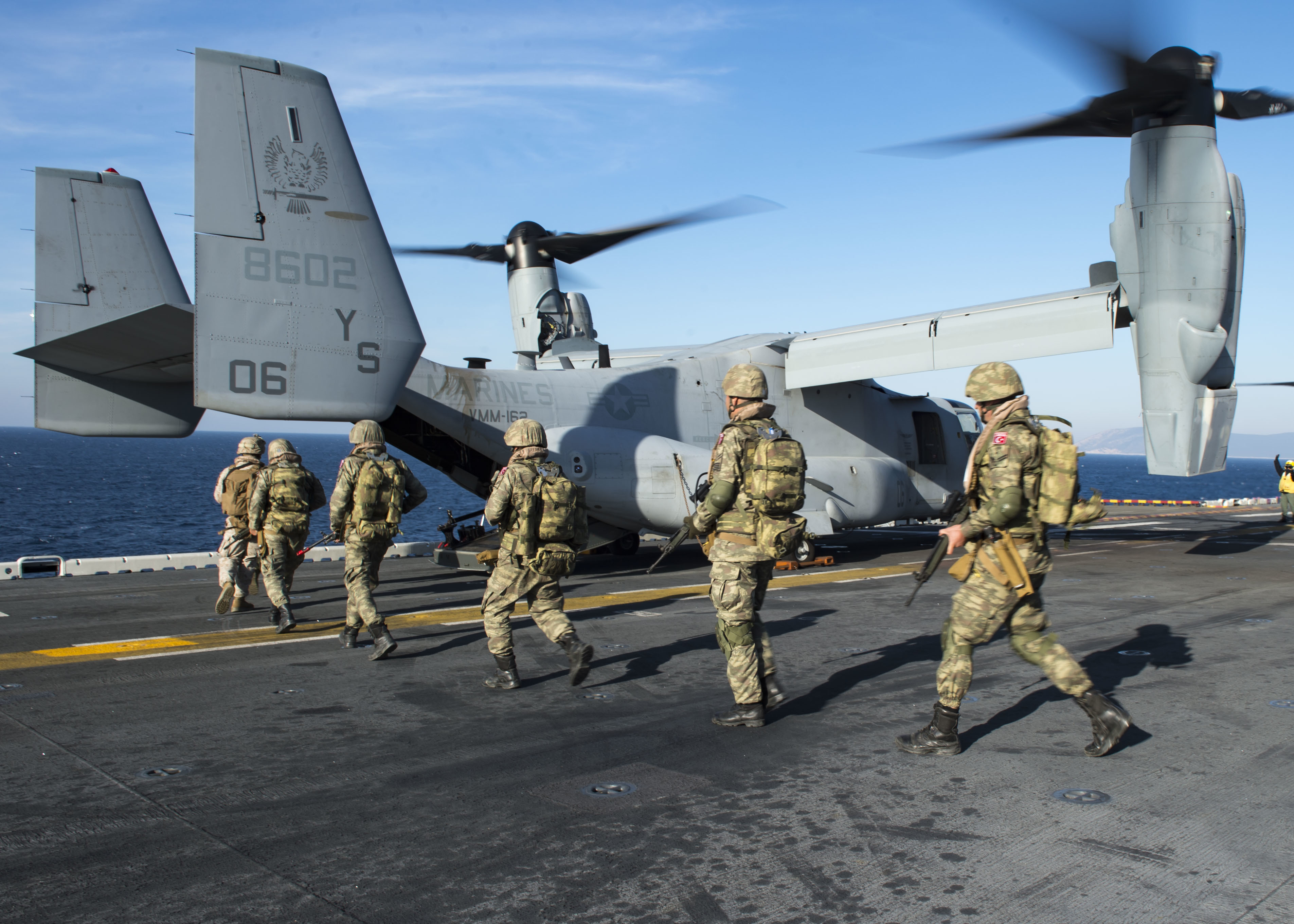
2015년 키어사지함의 터키 해병대

뉴햄프셔주의 키어사지 산의 이름을 따서, USS 키어사지 (1861)를 건조했다. 미국 남북 전쟁에서 매우 유명한 군함이며, USS 키어사지 (LHD-3)는 이 최초의 키어사지함의 이름을 딴 것이다.